# Rock with Bill Haley and the Comets
Rock with Bill Haley and the Comets — дебютный альбом американского певца Билла Хейли и его группы The Comets. Несмотря на то, что по существу это — сборник песен, вышедших к тому времени на синглах в 1952—1953 гг., эта долгоиграющая пластинка стала первым альбомом в истории рок-музыки. У Хейли и The Comets выйдет ещё две пластинки-сборника, прежде чем коллектив специально запишет альбомный материал в 1956 году.

## Обзор
Все песни на Rock with Bill Haley and the Comets были записаны в 1952—1953 для Essex Records. В пластинку вошёл один из ранних хитов Хейли «Crazy Man, Crazy» (1953), который был включён в телеспектакль с участием Джеймса Дина, благодаря чему американские телезрители впервые услышали рок-н-ролльную запись. Альбом вышел в монофоническом звучании и не попал в хит-парад.

## Список композиций
| №   | Название                               | Автор(ы)                                | Длительность |
| --- | -------------------------------------- | --------------------------------------- | ------------ |
| 1.  | «Rock the Joint»                       | Гарри Крафтон, Вендел Киан, Гарри Бэгби |              |
| 2.  | «Rockin’ Chair on the Moon»            | Билл Хейли, Гарри Брумол                |              |
| 3.  | «Farewell, So Long, Goodbye»           | Билл Хейли                              |              |
| 4.  | «Real Rock Drive»                      | Билл Хейли                              |              |
| 5.  | «Fractured»                            | Билл Хейли, Маршал Лайтл                |              |
| 6.  | «Stop Beatin’ Round the Mulberry Bush» | Бикс Рейхнер, Клэй Боланд               |              |
| 7.  | «Crazy Man, Crazy»                     | Билл Хейли                              |              |
| 8.  | «Pat-a-Cake»                           | Билли Уильямсон, Билл Хейли             |              |
| 9.  | «Live it Up»                           | Билл Хейли                              |              |
| 10. | «What’cha Gonna Do»                    | Билл Хейли                              |              |
| 11. | «I'll Be True»                         | Уильям Маклемор                         |              |
| 12. | «Dance with a Dolly»                   | Терри Шэнд, Джимми Итон, Микки Лидер    |              |

## Участники записи
- Билл Хейли — ритм-гитара, вокал
- Дэнни Седрон — соло-гитара в № 1, 2, 4, 6, 12
- Арт Райерсон — соло-гитара в № 3, 5, 7—11
- Билли Уильямсон — стил-гитара
- Джонни Гранде — фортепьяно; орган в № 11
- Маршал Лайтл — контрабас
- Билли Гуссак — барабаны в № 3—10
- Клифф Лиман — барабаны в № 11
- Дик Ричардс — подпевки в № 9, 11
- Тони Лэнс — баритон-саксофон в № 3, 9, 11
- Дейв Миллер — подпевки в № 7